# Сен-Женьес, Грегори
Грегори Сен-Женье́с (фр. Grégory Saint-Géniès, 23 мая 1977, Мезон-Альфор, Валь-де-Марн) — французский скелетонист, выступавший за сборную Франции с 2002 года по 2010-й. Участник зимних Олимпийских игр в Ванкувере, обладатель кубков Европы и Америки, многократный призёр национального первенства.

## Биография
Грегори Сен-Женьес родился 23 мая 1977 года в коммуне Мезон-Альфор, департамент Валь-де-Марн. Активно заниматься скелетоном начал в возрасте двадцати трёх лет, в 2002 году одержал победу на чемпионате Франции и прошёл отбор в основной состав национальной сборной. Тогда же дебютировал на взрослом Кубке мира, показав на трассе канадского Калгари тридцатый результат. На молодёжном чемпионате мира 2003 года в швейцарском Санкт-Морице пришёл к финишу восьмым, через год соревновался уже на взрослом мировом первенстве в японском Нагано, однако смог добраться здесь только до двадцать первой позиции.
Вновь француз заявил о себе в сезоне 2006/07, когда занял первое место в общем зачёте Кубка Европы и стал, соответственно, обладателем данного трофея. Следующий большой успех пришёл к нему спустя два года, он боролся за обладание Кубком Америки и выиграл его по окончании всех этапов, став первым в истории скелетона европейцем, кому удалось это сделать. Благодаря череде удачных выступлений Сен-Женьес удостоился права защищать честь страны на зимних Олимпийских играх 2010 года в Ванкувере, без проблем прошёл квалификацию и планировал побороться здесь за медали, однако в итоге занял лишь пятнадцатое место мужской программы. Поскольку конкуренция в сборной на тот момент сильно возросла, вскоре принял решение завершить карьеру профессионального спортсмена, уступив место молодым французским скелетонистам.